# Gologorica
Gologorica – wieś w Chorwacji, w żupanii istryjskiej, w gminie Cerovlje. W 2011 roku liczyła 269 mieszkańców.